# Canal sifonal

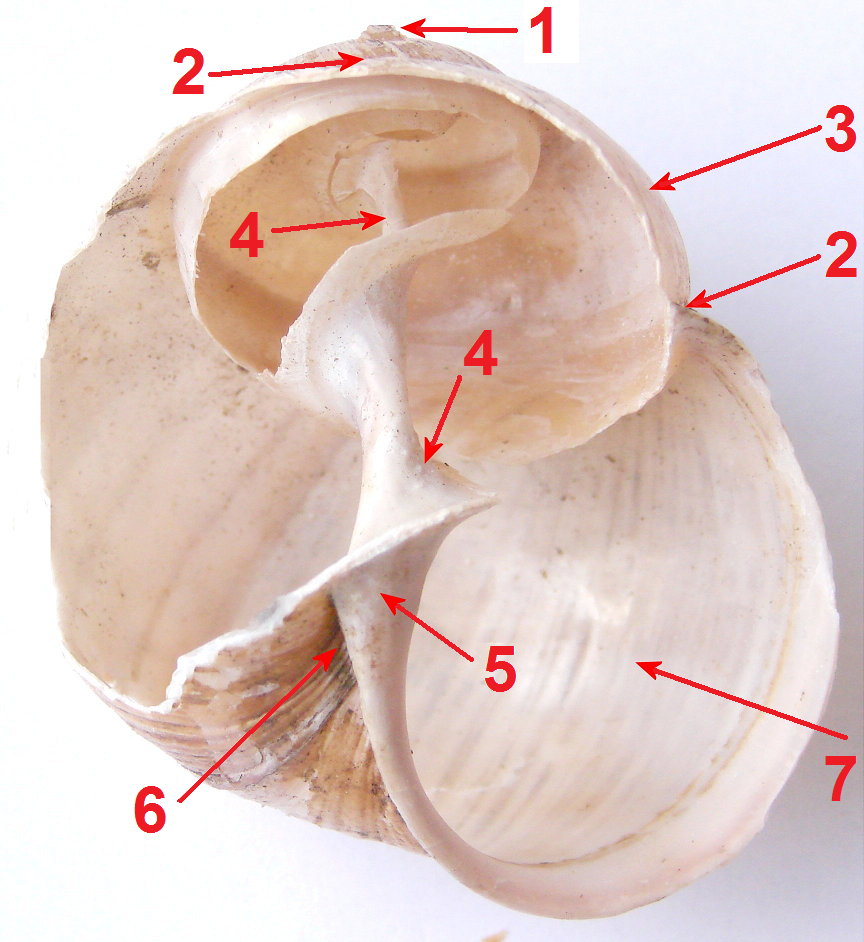
Nesta concha quebrada, a borda do lábio externo (7) chega até a columela (5) sem apresentar um canal sifonal.

Nas conchas de moluscos gastrópodes marinhos de alguns gêneros, o canal sifonal é um sulco, oposto à região da espiral e localizado entre o lábio externo e a columela, quando a concha é vista por baixo, sendo um prolongamento destes e uma característica anatômica de certos caramujos, principalmente dentre os Neogastropoda e uma parte dos Mesogastropoda (ambos agora no clado Caenogastropoda); ausente dentre os grupos mais antigos de moluscos marinhos (clado Vetigastropoda e uma parte dos antigos Mesogastropoda). É caracterizado por se localizar na parte anterior do animal e por conter em seu interior uma extensão tubular e macia do manto, chamada sifão, através da qual a água é aspirada para dentro da cavidade do manto e através de brânquias e também servindo como um quimiorreceptor para localizar alimentos.

## Evolução docanal sifonal
Um estudo feito por G. J. Vermeij, no ano de 2007, indica que o canal sifonal surgiu 23 vezes e foi secundariamente perdido 17 vezes na história evolutiva dos Gastropoda. Quatro clados foram submetidos a uma diversificação prodigiosa. Em seu início, o canal sifonal foi curto e mais ou menos confinado à abertura da concha. Mais tarde (principalmente no Cretáceo e Cenozóico) as variações incluíram uma dobra sifonal (canal curto, que faz uma dobra na base da concha cuja espiral é o topo), um longo canal e um canal fechado. Gastrópodes que adquiriram tal canal eram móveis e bentônicos. O hábito de predador ativo tornou-se associado a esta estrutura no Mesozóico e Cenozóico. A perda do canal, em espécies recentes, está associada com hábitos não marinhos, miniaturização e especialmente com um modo sedentário ou lento de vida.

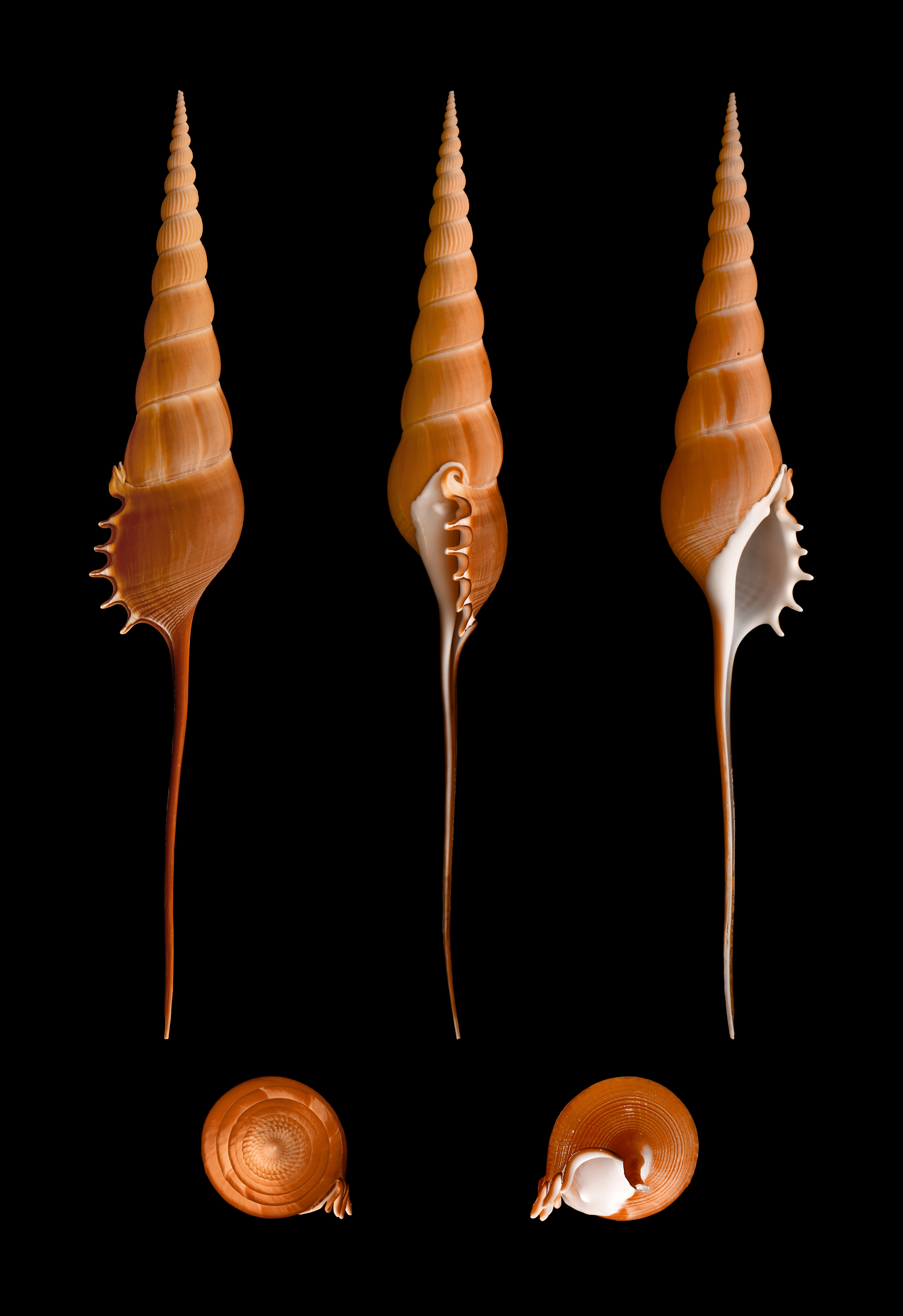
Exemplar de Tibia fusus, antigo Mesogastropoda com um prolongado canal sifonal.
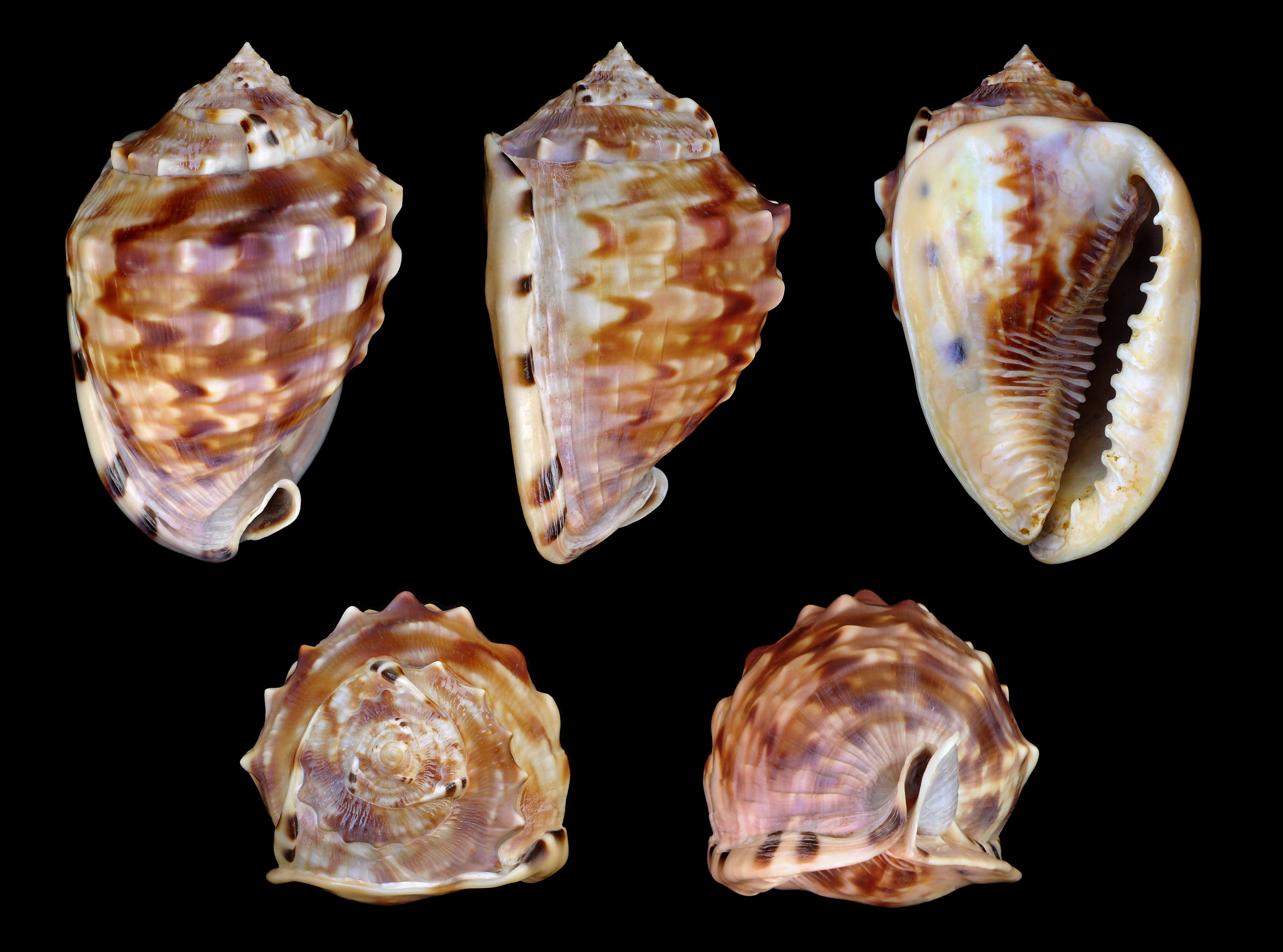
Em Cassis flammea, o canal forma uma dobra sifonal.
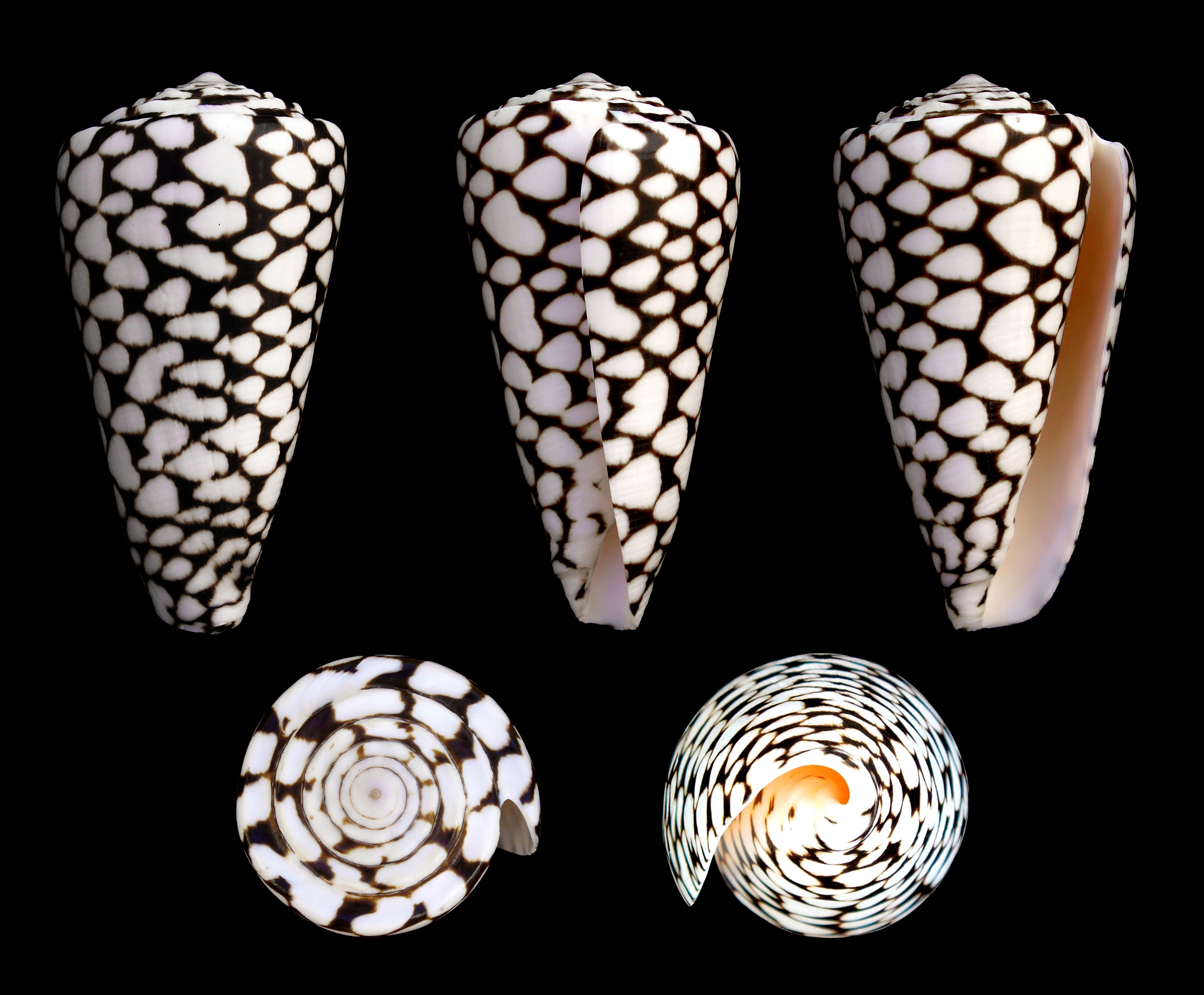
Em Conus marmoreus, o canal sifonal não se destaca da estrutura da concha.
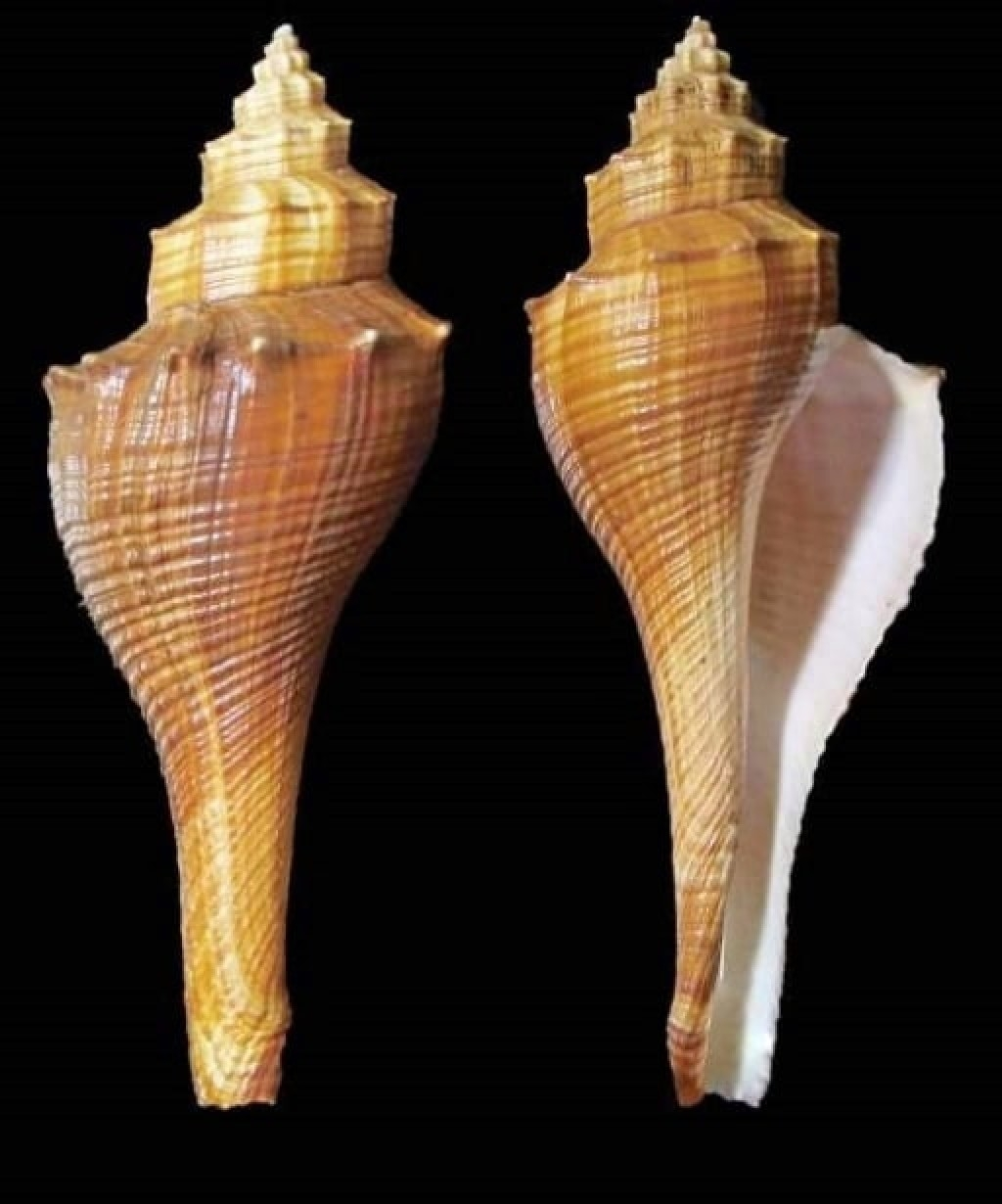
Longo canal sifonal em uma concha da espécie Brunneifusus carinifer.